# Opera Posthuma
L'Opera Posthuma (a vegades escrit en minúscula, Opera posthuma; lit. ‘Obra pòstuma’), és un aplec de cinc obres del filòsof neerlandés d'origen sefardita Baruch Spinoza, publicat després de la seua mort, el 1677, per alguns dels seus amics més propers. Quatre d'aquestes obres, les filosòfiques, són Ethica (la més coneguda i influent de les obres de Spinoza), Tractatus Politicus (no s'ha de confondre amb Tractatus theologico-politicus), Tractatus de Intellectus Emendatione i Epistolae (una mena de llibre de cartes que aprofundeixen sobre aspectes de la seua filosofia). La cinquena obra, Compendium Grammatices Linguae Hebraeae, és un assaig sobre gramàtica de la llengua hebrea.

## Descripció
L'Opera Posthuma fou escrita en llatí (amb aportacions en hebreu en el Compendium Grammatices). Spinoza, perseguit tant al seu país nadiu com en la seua comunitat, va signar-la amb les sigles BdS, indici de l'ús del seu nom en llatí (Benedictus (Baruch) de Spinoza). La ciutat en què es publicà indicada en el llibre és Hamburg (Alemanya), en comptes d'Amsterdam, per aquesta persecució, tot i que finalment l'obra no seria recopilada fins a nou mesos després de la seua mort. Tampoc nohi  apareix pas el nom veritable de l'editor, Jan Rieuwertsz, pertanyent al cercle de Spinoza. Tingué un paper destacat en la supervisió i preparació del manuscrit el seu fidel amic Jarig Jelles, que escrigué el prefaci anònim del llibre. També se'n publicà una edició en neerlandés, traduïda del llatí per J. H. Glazemaker.
Una altra famosa obra pòstuma de Spinoza, Tractat breu sobre Déu, l'ésser humà i la seua felicitat, un assaig teologicopolític, en què l'autor expressa opinions molt contràries a la teologia calvinista i crítiques al judaisme practicat per la comunitat jueva ortodoxa d'Amsterdam (que li havia decretat el Herem (anatema)), no està inclosa en l'Opera Posthuma i fou descoberta el 1810, per a després ser publicada en dues versions diferents en neerlandés. Les traduccions a altres idiomes estan basades en aquestes dues versions.

### Galeria d'imatges

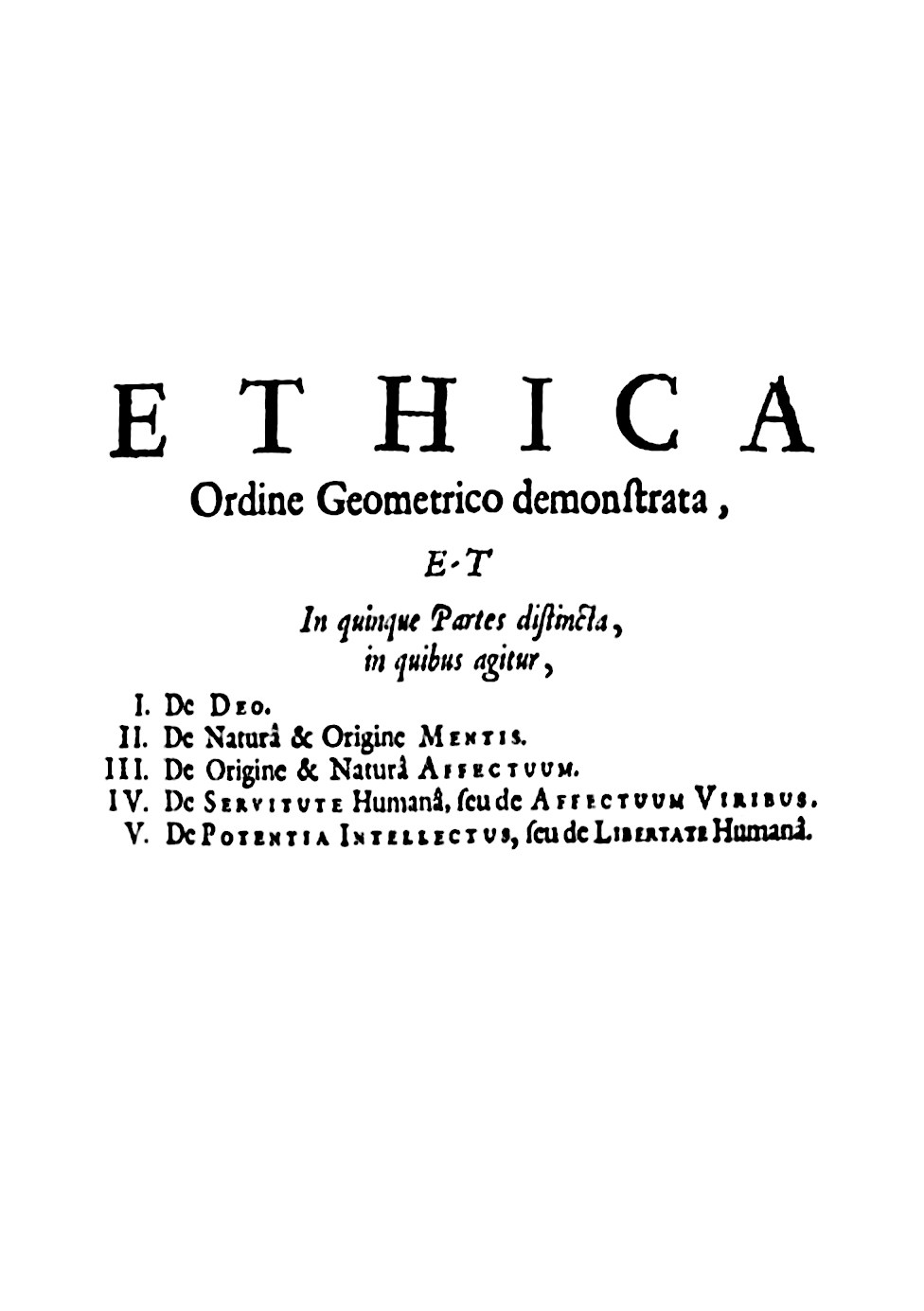
Portada d'Ethica (Opera Posthuma)
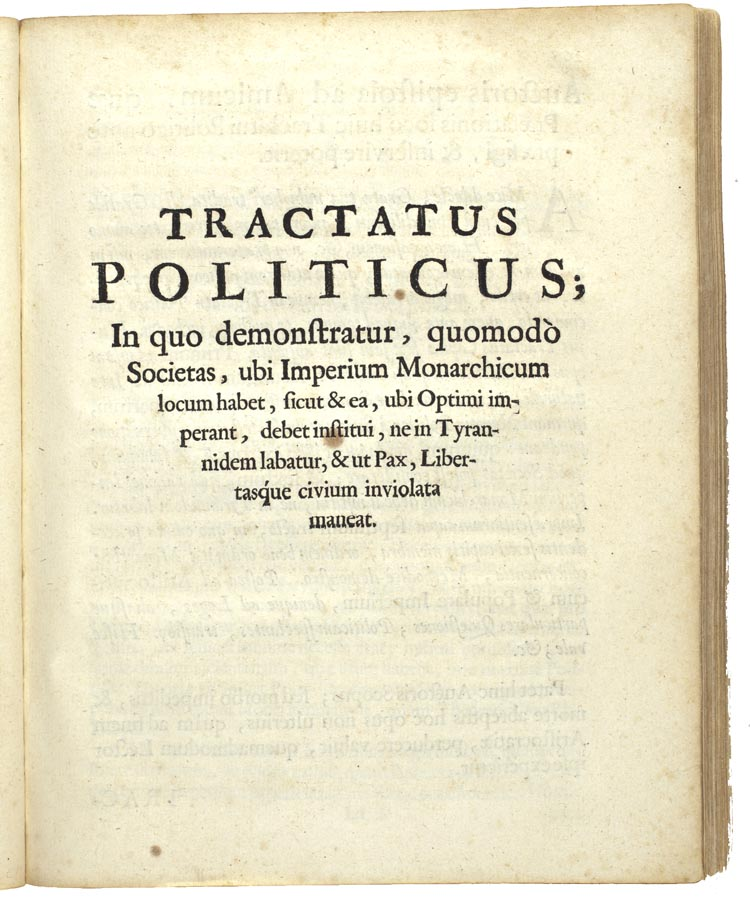
Portada de Tractatus politicus (Opera Posthuma)
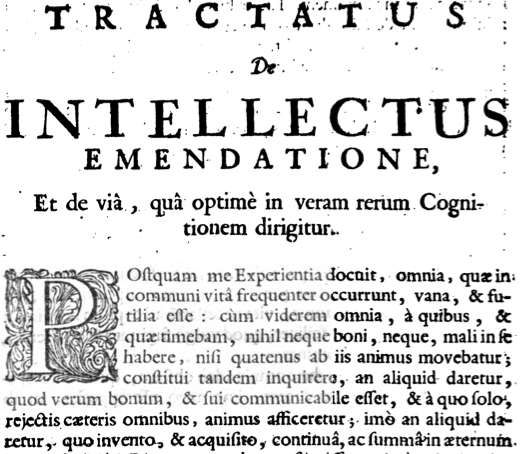
Portada de Tractatus de intellectus emendatione (Opera Posthuma)
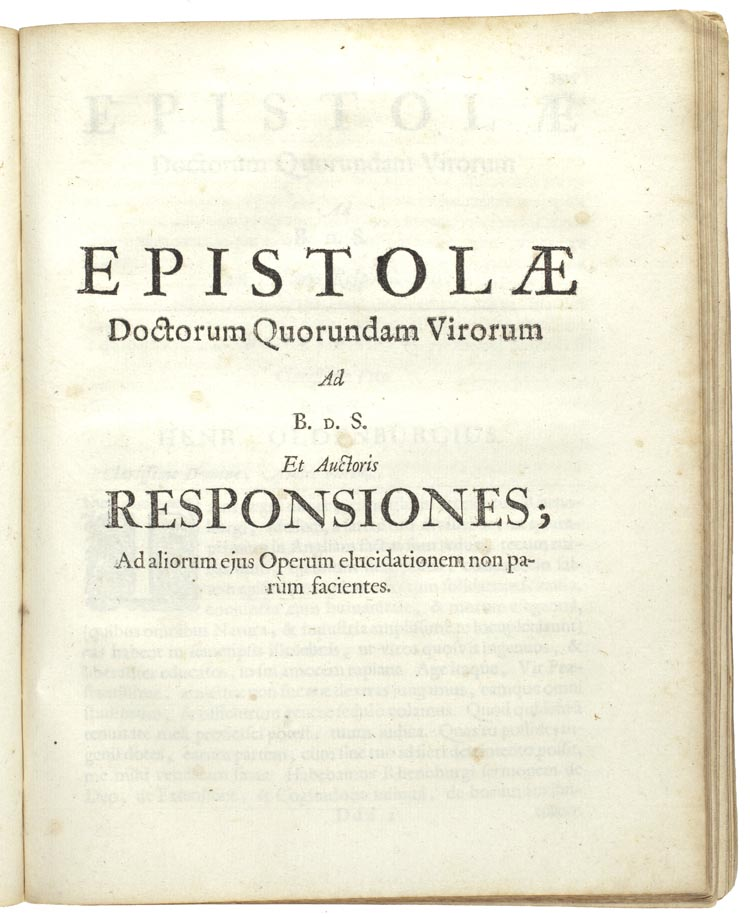
Portada d'Epistolae (Opera Posthuma)
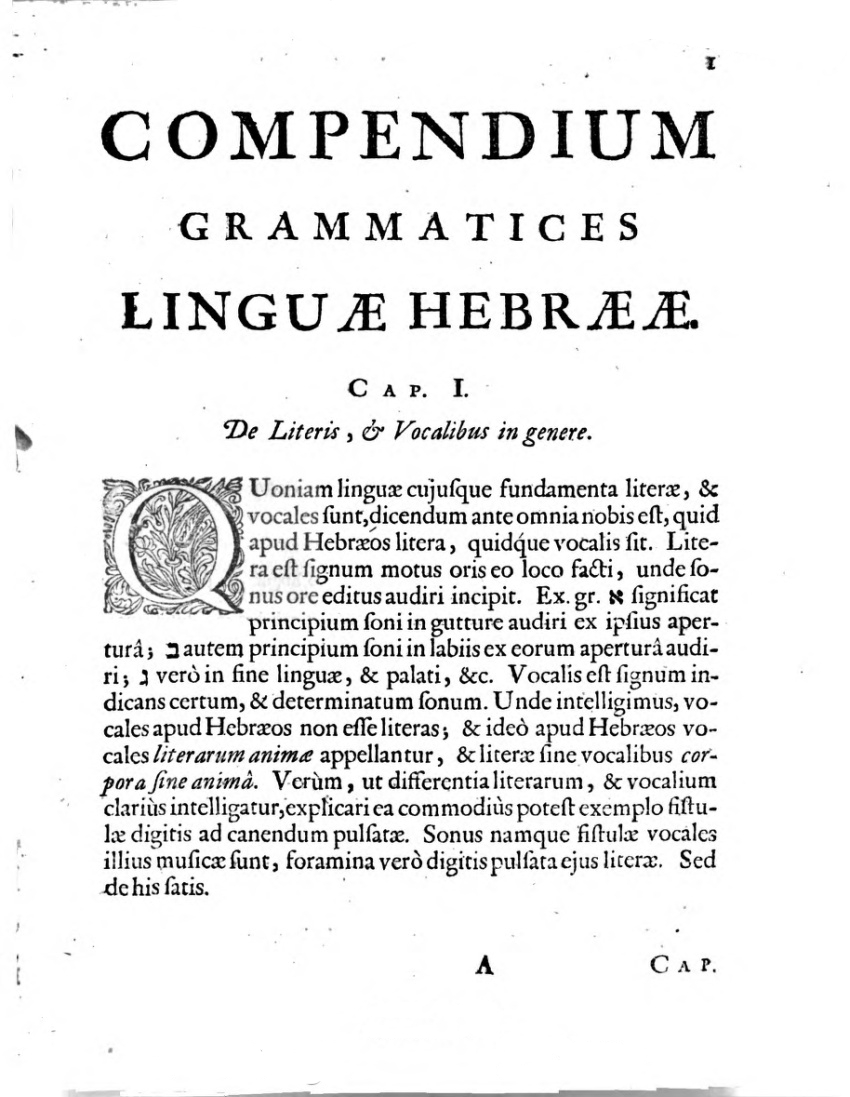
Primera pàgina de Compendium grammatices linguae hebraeae (Opera Posthuma)
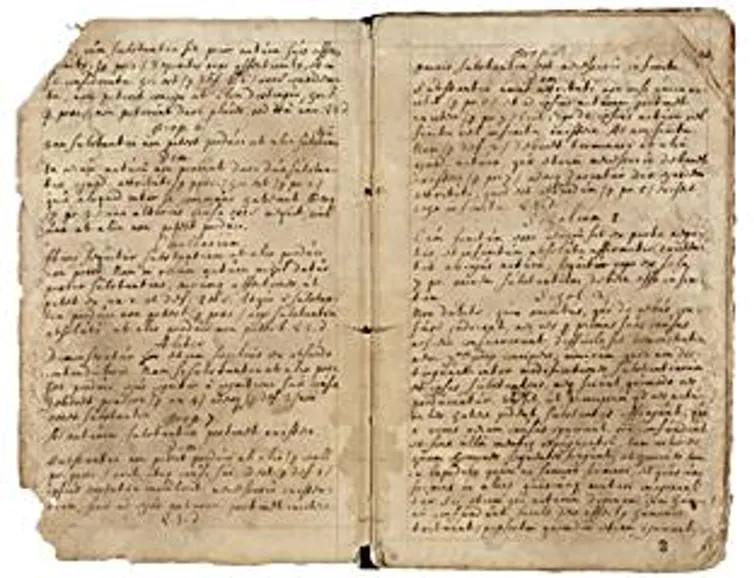
Manuscrit original d'Ethica, Biblioteca Vaticana